# قرقیز اکسپرس پست
قرقیز اکسپرس پست (انگلیسی: Kyrgyz Express Post) شرکت پست قرقیزستان است، که در سال ۲۰۱۲ تأسیس شد.